# Gran Premio de las Naciones de Motociclismo de 1980
El Gran Premio de las Naciones de Motociclismo de 1980 fue la primera prueba de la temporada 1980 del Campeonato Mundial de Motociclismo. El Gran Premio se disputó el 11 de mayo de 1980 en el Circuito de Misano.

## Resultados 500cc
En la categoría reina, duelo por la victoria entre el italiano Marco Lucchinelli y los estadounidenses Randy Mamola y Kenny Roberts, que se decide por este último. Finalmente, Lucchinelli y Mamola tuvieron que abandonar.
| 1        | Kenny Roberts         | Yamaha     | 55' 57" 66 | 15 |
| 2        | Franco Uncini         | Suzuki     | +16" 74    | 12 |
| 3        | Graziano Rossi        | Suzuki     | +28" 64    | 10 |
| 4        | Johnny Cecotto        | Yamaha     | +32" 24    | 8  |
| 5        | Carlo Perugini        | Suzuki     | +42" 34    | 6  |
| 6        | Takazumi Katayama     | Suzuki     | +46" 84    | 5  |
| 7        | Barry Sheene          | Yamaha     | +1' 01" 94 | 4  |
| 8        | Christian Estrosi     | Suzuki     | +1 Vuelta  | 3  |
| 9        | Philippe Coulon       | Suzuki     | +1 Vuelta  | 2  |
| 10       | Sergio Pellandini     | Suzuki     | +1 Vuelta  | 1  |
| 11       | Maurizio Massimiani   | Yamaha     | +1 Vuelta  |    |
| 12       | Gianfranco Bonera     | Yamaha     | +1 Vuelta  |    |
| 13       | Guido Paci            | Suzuki     | +1 Vuelta  |    |
| 14       | Richard Hubin         | Yamaha     | +3 Vueltas |    |
| Ret      | Patrick Fernandez     | Yamaha     | Ret        |    |
| Ret      | Carlo Prati           | Suzuki     | Ret        |    |
| Ret      | Marco Lucchinelli     | Suzuki     | Ret        |    |
| Ret      | Raymond Roche         | Yamaha     | Ret        |    |
| Ret      | Randy Mamola          | Suzuki     | Ret        |    |
| Ret      | Bernard Fau           | Suzuki     | Ret        |    |
| Ret      | Boet van Dulmen       | Yamaha     | Ret        |    |
| Ret      | Graeme Crosby         | Suzuki     | Ret        |    |
| Ret      | Gianni Rolando        | Suzuki     | Ret        |    |
| Ret      | Giovanni Pelletier    | Morbidelli | Ret        |    |
| Ret      | Wil Hartog            | Suzuki     | Ret        |    |
| Ret      | Patrick Pons          | Yamaha     | Ret        |    |
| Ret      | Michel Frutschi       | Yamaha     | Ret        |    |
| Ret      | Kork Ballington       | Kawasaki   | Ret        |    |
| Ret      | Sadao Asami           | Yamaha     | Ret        |    |
| Ret      | Christian Sarron      | Yamaha     | Ret        |    |
| DNS      | Jack Middelburg       | Yamaha     | DNS        |    |
| DNQ      | Michel Rougerie       | Suzuki     | DNQ        |    |
| DNQ      | Werner Nenning        | Yamaha     | DNQ        |    |
| DNQ      | Seppo Rossi           | Suzuki     | DNQ        |    |
| DNQ      | Jeffrey Sayle         | Yamaha     | DNQ        |    |
| DNQ      | Gustav Reiner         | Suzuki     | DNQ        |    |
| DNQ      | Jon Ekerold           | Solo       | DNQ        |    |
| DNQ      | Fabio Biliotti        | Suzuki     | DNQ        |    |
| DNQ      | Gary Lingham          | Suzuki     | DNQ        |    |
| DNQ      | Corrado Tuzii         | Suzuki     | DNQ        |    |
| DNQ      | Hubert Rigal          | Yamaha     | DNQ        |    |
| DNQ      | Carlos de San Antonio | Suzuki     | DNQ        |    |
| DNQ      | Max Wiener            | Suzuki     | DNQ        |    |
| DNQ      | Willem Zoet           | Suzuki     | DNQ        |    |
| DNQ      | Jeff Sayle            | Yamaha     | DNQ        |    |
| DNQ      | Markku Matikainen     | Suzuki     | DNQ        |    |
| DNQ      | Roberto Pietri        | Suzuki     | DNQ        |    |
| DNQ      | Marco Greco           | Yamaha     | DNQ        |    |
| Sources: |                       |            |            |    |

## Resultados 350cc
En 350 cc, duelo venezolano entre Johnny Cecotto y Carlos Lavado, que cayó del lado del primero. Lavado finalmente tiene que abandonar por una caída al igual que el alemán Anton Mang. Finalmente, los italianos Massimo Matteoni y Walter Villa completaron el podio.
| Pos. | Piloto              | Moto             | Tiempo     | Pts. |
| ---- | ------------------- | ---------------- | ---------- | ---- |
| 1    | Johnny Cecotto      | Yamaha           | 50' 07" 52 | 15   |
| 2    | Massimo Matteoni    | Bimota-Yamaha    | +11" 17    | 12   |
| 3    | Walter Villa        | Adriatica-Yamaha | +11" 75    | 10   |
| 4    | Carlo Perugini      | RTM              | +19" 60    | 8    |
| 5    | Roland Freymond     | Yamaha           | +30" 81    | 6    |
| 6    | Jon Ekerold         | Bimota-Yamaha    | +34" 69    | 5    |
| 7    | Éric Saul           | Bimota-Yamaha    | +36" 12    | 4    |
| 8    | Jeffrey Sayle       | Yamaha           | +1' 04" 12 | 3    |
| 9    | Alan North          | Yamaha           | +1 Vuelta  | 2    |
| 10   | Edi Stöllinger      | Kawasaki         | +1 Vuelta  | 1    |
| 11   | Attilio Riondato    | Yamaha           | +1 Vuelta  |      |
| 12   | Arturo Venanzi      | Yamaha           | +1 Vuelta  |      |
| 13   | Gianni Del Carro    | Yamaha           | +1 Vuelta  |      |
| 14   | Carlo Girotto       | Yamaha           | +1 Vuelta  |      |
| 15   | Reinhold Roth       | Yamaha           | +1 Vuelta  |      |
| 16   | Jean-François Baldé | Kawasaki         | +1 Vuelta  |      |
| 17   | Pekka Nurmi         | Yamaha           | +1 Vuelta  |      |
| Ret  | Siegfried Minich    | Yamaha           | Ret        |      |
| Ret  | Lorenzo Ghiselli    | Yamaha           | Ret        |      |
| Ret  | Adelio Faccioli     | Yamaha           | Ret        |      |
| Ret  | Carlos Lavado       | Yamaha           | Ret        |      |
| Ret  | Silvano Ricchetti   | Yamaha           | Ret        |      |
| Ret  | Sadao Asami         | Yamaha           | Ret        |      |
| Ret  | Loris Reggiani      | Bimota-Yamaha    | Ret        |      |
| Ret  | Paolo Ferretti      | Yamaha           | Ret        |      |
| Ret  | Patrick Fernandez   | Bimota-Yamaha    | Ret        |      |
| Ret  | Graham Young        | Yamaha           | Ret        |      |
| Ret  | Anton Mang          | Krauser-Kawasaki | Ret        |      |
| DNQ  | Gino Mandro         | Yamaha           | DNQ        |      |
| DNQ  | Sergio Ermidi       | Harley Davidson  | DNQ        |      |
| DNQ  | Fusco Cesarotti     | Yamaha           | DNQ        |      |
| DNQ  | René Delaby         | Yamaha           | DNQ        |      |
| DNQ  | Tony Head           | Yamaha           | DNQ        |      |
| DNQ  | Klass Hernamdt      | Yamaha           | DNQ        |      |
| DNQ  | Franco Solaroli     | Yamaha           | DNQ        |      |
| DNQ  | Mar Schouten        | Yamaha           | DNQ        |      |
| DNQ  | Ercole Gioacchino   | Yamaha           | DNQ        |      |
| DNQ  | Giorgio Avveduti    | Yamaha           | DNQ        |      |
| DNQ  | Giorgi Gabellini    | Yamaha           | DNQ        |      |
| DNQ  | Nino Faga           | Yamaha           | DNQ        |      |

## Resultados 250cc
Primer triunfo de la temporada para el alemán Anton Mang, que no tuvo rival después de que el sudafricano Kork Ballington abandonara por problemas mecánicos.
| Pos. | Piloto                 | Moto             | Tiempo     | Pts. |
| ---- | ---------------------- | ---------------- | ---------- | ---- |
| 1    | Anton Mang             | Krauser-Kawasaki | 46' 54" 73 | 15   |
| 2    | Jean-François Baldé    | Kawasaki         | +38" 37    | 12   |
| 3    | Pierluigi Conforti     | Yamaha           | +53" 97    | 10   |
| 4    | Thierry Espié          | Bimota-Yamaha    | +1' 04" 27 | 8    |
| 5    | Éric Saul              | Bimota-Yamaha    | +1' 15" 87 | 6    |
| 6    | Paolo Ferretti         | Bimota-Yamaha    | +1' 16" 37 | 5    |
| 7    | Edi Stöllinger         | Kawasaki         | +1' 16" 67 | 4    |
| 8    | Reinhold Roth          | Yamaha           | +1 Vuelta  | 3    |
| 9    | Eero Hyvärinen         | Yamaha           | +1 Vuelta  | 2    |
| 10   | Marco Papa             | Yamaha           | +1 Vuelta  | 1    |
| 11   | Jean-Louis Guignabodet | Kawasaki         | +1 Vuelta  |      |
| 12   | Jean Lafond            | Yamaha           | +1 Vuelta  |      |
| 13   | Bruno Kneubühler       | Yamaha           | +1 Vuelta  |      |
| 14   | Hans Müller            | Yamaha           | +1 Vuelta  |      |
| Ret  | Jeffrey Sayle          | Yamaha           | Ret        |      |
| Ret  | Jacques Cornu          | Yamaha           | Ret        |      |
| Ret  | Sauro Pazzaglia        | Ad Maiora        | Ret        |      |
| Ret  | Stefan Klabacher       | Yamaha           | Ret        |      |
| Ret  | Clive Horton           | Cotton-Rotax     | Ret        |      |
| Ret  | Gianpaolo Marchetti    | MBA              | Ret        |      |
| Ret  | Kork Ballington        | Kawasaki         | Ret        |      |
| Ret  | Carlos Lavado          | Yamaha           | Ret        |      |
| Ret  | Guy Batesti            | Yamaha           | Ret        |      |
| Ret  | Pekka Nurmi            | Yamaha           | Ret        |      |
| Ret  | Franco Marcheggiani    | Yamaha           | Ret        |      |
| Ret  | Roland Freymond        | Ad Maiora        | Ret        |      |
| Ret  | Massimo Matteoni       | Yamaha           | Ret        |      |
| Ret  | Franco Solaroli        | Yamaha           | Ret        |      |
| Ret  | Eddy Elias             | Yamaha           | Ret        |      |
| Ret  | Arturo Venanzi         | Yamaha           | Ret        |      |
| Ret  | Bruno Kneubühler       | Yamaha           | Ret        |      |
| DNQ  | Walter Villa           | Yamaha           | DNQ        |      |
| DNQ  | Bengt Elgh             | Yamaha           | DNQ        |      |
| DNQ  | Alain Beraud           | Yamaha           | DNQ        |      |
| DNQ  | Klass Hernamdt         | Yamaha           | DNQ        |      |
| DNQ  | Eduardo Alemán         | Yamaha           | DNQ        |      |
| DNQ  | Piero Pedone           | Yamaha           | DNQ        |      |
| DNQ  | Paolo Pileri           | MBA              | DNQ        |      |
| DNQ  | Carlos Morante         | Yamaha           | DNQ        |      |
| DNQ  | Peter Looijesteijn     | Yamaha           | DNQ        |      |
| DNQ  | Harold Merkl           | Sol              | DNQ        |      |
| DNQ  | Mar Schouten           | Yamaha           | DNQ        |      |
| DNQ  | Harald Bartol          | Yamaha           | DNQ        |      |
| DNQ  | Sauro Valentini        | Yamaha           | DNQ        |      |
| DNQ  | Janos Drápál           | Yamaha           | DNQ        |      |

## Resultados 125cc
Problemas en la salida para el español Ángel Nieto y problemas mecánicos para el italiano Eugenio Lazzarini, que le dan la victoria en bandeja al transalpino Pier Paolo Bianchi. El francés Guy Bertin llegaría segundo aunque sería penalizado con un minuto por no colocarse en el lugar correcto en la parrilla de salida.
| Pos. | Piloto               | Moto         | Tiempo     | Pts. |
| ---- | -------------------- | ------------ | ---------- | ---- |
| 1    | Pier Paolo Bianchi   | MBA          | 42' 39" 74 | 15   |
| 2    | Guy Bertin           | Motobécane   | +20" 96    | 12   |
| 3    | Bruno Kneubühler     | MBA          | +21" 34    | 10   |
| 4    | Loris Reggiani       | Minarelli    | +21" 79    | 8    |
| 5    | Ángel Nieto          | Minarelli    | +1' 05" 98 | 6    |
| 6    | Iván Palazzese       | MBA          | +1' 06" 22 | 5    |
| 7    | Thierry Noblesse     | MBA          | +1' 18" 67 | 4    |
| 8    | Hans Müller          | MBA          | +1' 19" 71 | 3    |
| 9    | Gianpaolo Marchetti  | MBA          | +1' 21" 74 | 2    |
| 10   | Rolf Blatter         | MBA          | +1' 31" 39 | 1    |
| 11   | Roberto D'Amico      | Morbidelli   | +1' 31" 79 |      |
| 12   | Barry Smith          | MBA          | +1 Vuelta  |      |
| 13   | Italo Zerbini        | MBA          | +1 Vuelta  |      |
| 14   | Patrick Hérouard     | MBA          | +1 Vuelta  |      |
| 15   | Daniele Dall'Olio    | MBA          | +1 Vuelta  |      |
| 16   | Alfred Waibel        | MBA          | +1 Vuelta  |      |
| 17   | Stefan Dörflinger    | Morbidelli   | +1 Vuelta  |      |
| 18   | Gerhard Waibel       | Morbidelli   | +1 Vuelta  |      |
| 19   | Maurizio Vitali      | MBA          | +2 Vueltas |      |
| Ret  | Peter Looijesteijn   | MBA          | Ret        |      |
| Ret  | Maurizio Musco       | MBA          | Ret        |      |
| Ret  | Henk van Kessel      | Condor       | Ret        |      |
| Ret  | Harald Bartol        | MBA          | Ret        |      |
| Ret  | August Auinger       | MBA          | Ret        |      |
| Ret  | Eugenio Lazzarini    | Iprem        | Ret        |      |
| Ret  | Libero Piccirillo    | MBA          | Ret        |      |
| Ret  | Matti Kinnunen       | MBA          | Ret        |      |
| Ret  | Diego Montella       | Morbidelli   | Ret        |      |
| Ret  | Martin van Soest     | MBA          | Ret        |      |
| Ret  | Anton Straver        | MBA          | Ret        |      |
| DNS  | Pierluigi Aldrovandi | MBA          | DNS        |      |
| DNQ  | Tony Smith           | MBA          | DNQ        |      |
| DNQ  | Per-Edvard Carlsson  | Morbidelli   | DNQ        |      |
| DNQ  | Michel Galbit        | Morbidelli   | DNQ        |      |
| DNQ  | John Kernan          | MBA-Spondon  | DNQ        |      |
| DNQ  | Hagen Klein          | Hess Spezial | DNQ        |      |
| DNQ  | Aldo Pero            | MBA          | DNQ        |      |
| DNQ  | Walter Rapolani      | MBA          | DNQ        |      |
| DNQ  | Ivan Carlo Villini   | MBA          | DNQ        |      |
| DNQ  | Willy Pérez          | MBA          | DNQ        |      |
| DNQ  | Fernando González    | MBA          | DNQ        |      |

## Resultados 50cc
En la categoría menor cilindrada, la Iprem de Eugenio Lazzarini fue la más fiable después del abandono de Ricardo Tormo y Claudio Lusuardi y la caída de Stefan Dörflinger. El holandés Theo Timmer y el austríaco Hans-Jürgen Hummel fueron segundo y tercero respectivamente.
| Pos. | Piloto              | Moto           | Tiempo     | Pts. |
| ---- | ------------------- | -------------- | ---------- | ---- |
| 1    | Eugenio Lazzarini   | Iprem          | 34' 05" 66 | 15   |
| 2    | Theo Timmer         | Bultaco        | +34" 64    | 12   |
| 3    | Hans-Jürgen Hummel  | Kreidler       | +1' 01" 20 | 10   |
| 4    | Henk van Kessel     | Pentax-Sparta  | +1' 01" 20 | 8    |
| 5    | Stefan Dörflinger   | Kreidler       | +1' 02" 90 | 6    |
| 6    | Jacky Hutteau       | ABF            | +1' 03" 36 | 5    |
| 7    | Giuseppe Ascareggi  | Minarelli      | +1' 03" 94 | 4    |
| 8    | Yves Dupont         | ABF            | +1' 03" 96 | 3    |
| 9    | Enrico Cereda       | DRS            | +1' 31" 45 | 2    |
| 10   | Aldo Pero           | Kreidler       | +1' 43" 74 | 1    |
| 11   | Ezio Mischiatti     | Derbi          | +1' 43" 97 |      |
| 12   | Enzo Saffiotti      | UFO            | +1' 49" 09 |      |
| 13   | Gerhard Waibel      | Kreidler       | +1 Vuelta  |      |
| 14   | Ingo Emmerich       | Kreidler       | +1 Vuelta  |      |
| 15   | Gerhard Bauer       | Heuser         | +1 Vuelta  |      |
| 16   | Bruno Di Carlo      | ABF            | +1 Vuelta  |      |
| 17   | Joaquín Galí        | Bultaco        | +1 Vuelta  |      |
| 18   | Bert Grinwis        | Kreidler       | +1 Vuelta  |      |
| 19   | Renzo Fabbri        | Silvestri      | +2 Vueltas |      |
| 20   | Stefan Danielson    | Kreidler       | +2 Vueltas |      |
| Ret  | Camilo Squassina    | Derbi          | Ret        |      |
| Ret  | Hagen Klein         | Horex          | Ret        |      |
| Ret  | Wolfgang Müller     | Kreidler       | Ret        |      |
| Ret  | Ricardo Tormo       | Kreidler       | Ret        |      |
| Ret  | Giuliano Tabanelli  | Kreidler       | Ret        |      |
| Ret  | Claudio Lusuardi    | Bultaco        | Ret        |      |
| Ret  | Salvatore Milano    | UFO            | Ret        |      |
| Ret  | Walter Rapolani     | Kreidler       | Ret        |      |
| Ret  | Rolf Blatter        | Kreidler       | Ret        |      |
| Ret  | Claudio Granata     | Kreidler       | Ret        |      |
| DNQ  | Daniel Corvi        | Kreidler       | DNQ        |      |
| DNQ  | Reiner Koster       | Malanca        | DNQ        |      |
| DNQ  | Guido Mancini       | UFO-Morbidelli | DNQ        |      |
| DNQ  | Reiner Scheindhauer | Rupp Special   | DNQ        |      |
| DNQ  | Franz Unger         | Kreidler       | DNQ        |      |
| DNQ  | Sandro da Rossa     | Kreidler       | DNQ        |      |
| DNQ  | Fabrizio Frollani   | Kreidler       | DNQ        |      |
| DNQ  | Bruno Treutlein     | Kreidler       | DNQ        |      |
| DNQ  | Ove Skifjeld        | Kreidler       | DNQ        |      |
| DNQ  | Mika-Sakari Komu    | Kreidler       | DNQ        |      |